# Pacahuara
Pacahuara é uma tribo indígena de origem sulamericana, com raízes na região da floresta amazônica peruana e boliviana.
No século XVIII, esta tribo era um dos principais povos da floresta amazônica, principalmente, nas regiões onde hoje esta localizada o Peru e a Bolívia, ocupando um vasto território nestes países, porém, no início do século XXI, os Pacahuaras estão classificados como "em perigo crítico", apenas um estágio antes da "extinção" de seus membros e sua cultura. Já a língua nativa Pacahuara, se extinguiu com a morte da anciã Bose Yacu, no início do ano de 2013.